# Mantispa amabilis
Mantispa amabilis is een insect uit de familie van de Mantispidae, die tot de orde netvleugeligen (Neuroptera) behoort. 
Mantispa amabilis is voor het eerst wetenschappelijk beschreven door Gerstäcker in 1894.